# Maria Gaetana Agnesi
Maria Gaetana Agnesi (Milão, 16 de maio de 1718 — Milão, 9 de janeiro de 1799) foi uma linguista, teóloga, benfeitora, filósofa e matemática italiana. Agnesi é reconhecida como tendo escrito o primeiro livro que tratou, simultaneamente, do cálculo diferencial e integral. Escreveu em latim a obra "Propositiones philosophicae" (Proposições Filosóficas), publicada em Milão em 1738; mas o que a tornou notável foi o seu compêndio profundo e claro de análise algébrica e infinitesimal na obra "Instituzioni Analitiche" (Instituições Analíticas), traduzida para o inglês e para o francês.
O livro foi além dos tópicos sobre filosofia e abordou mecânica celestial e teoria da gravidade de Newton. Durante uma década, Agnesi escreveu uma obra de dois volumes; o primeiro deles, com mais de mil páginas tratava de aritmética, álgebra, trigonometria, geometria analítica e cálculo. O segundo abrangia equações diferenciais. Foi a primeira obra que uniu as ideias de Isaac Newton e de Gottfried Leibniz. É dela também a autoria da chamada "curva de Agnesi". Faleceu numa instituição para idosos, em Milão, chamada Pio Albergo Trivulzio.

## Biografia
Seu pai, Pietro Agnesi, um comerciante de seda bem-sucedido e professor de matemática na Universidade de Bolonha, que elevou sua família para a nobreza do Ducado de Milão. Ele incentivou a educação de seus filhos, incluindo Maria e sua irmã mais nova, Maria Teresa, que se tornaria uma compositora reconhecida. 
Tendo nascido em Milão, Maria foi considerada uma menina prodígio muito cedo, falava francês e italiano aos cinco anos de idade. Aos 11 anos, traduzia textos filosóficos complexos do latim. Aos 13 anos de idade já havia adquirido fluência no grego, hebraico, espanhol, alemão e latim, sendo considerada uma verdadeira poliglota. Sempre educou seus irmãos mais novos. Quando tinha nove anos de idade compôs um discurso em latim para um encontro acadêmico. O tema era o direito das mulheres de receber educação.
Seu pai organizava reuniões intelectuais  em sua casa, onde Agnesi debatia filosofia natural, matemática e física com eruditos e nobres milaneses. Esses encontros foram fundamentais para sua formação intelectual. 

## Contribuições para a matemática
Segundo a Enciclopédia Britannica, ela é "considerada a primeira mulher no mundo ocidental a atingir uma reputação na matemática". O resultado mais valioso de seus trabalhos foi o Instituzioni analitiche ad uso della gioventù italiana, (Instituições analíticas para o uso da juventude italiana), que foi publicado em Milão em 1748 e "foi considerado como a melhor introdução existente às obras de Euler". O objetivo deste trabalho foi, de acordo com a própria Agnesi, dar uma ilustração sistemática dos diferentes resultados e teoremas do cálculo infinitesimal. O modelo para seu tratado foi Le calcul différentiel et intégral dans l'Analyse de Charles René Reyneau. Neste tratado, ela trabalhou na integração de análise matemática com álgebra. O primeiro volume trata da análise de quantidades finitas e o segundo da análise de infinitesimais.
Uma tradução francesa do segundo volume por P.T. d'Antelmy, com acréscimos por Charles Bossut (1730-1814), foi publicada em Paris em 1775; e Analytical Institutions, uma tradução para o inglês de todo o trabalho de John Colson (1680-1760), o Lucasian Professor of Mathematics em Cambridge, "inspecionado" por John Hellins, foi publicada em 1801 às custas do Barão Maseres. A obra foi dedicada à Imperatriz Maria Teresa, que agradeceu a Agnesi com o presente de um anel de diamante, uma carta pessoal e uma caixa de diamantes e cristal. Muitos outros elogiaram seu trabalho, incluindo o Papa Bento XIV, que lhe escreveu uma carta elogiosa e lhe enviou uma coroa de ouro e uma medalha de ouro.
Ao escrever este trabalho, Agnesi foi aconselhada e ajudada por dois ilustres matemáticos: seu ex-professor Ramiro Rampinelli e Jacopo Riccati.

#### Instituzioni Analitiche
Sua obra mais importante, Instituzioni Analitiche ad uso della gioventù italiana, foi publicada em dois volumes e se tornou um marco na história da matemática:  
- Volume 1: Abordava álgebra e geometria analítica, incluindo uma sistematização inédita de equações polinomiais.  
- Volume 2: Dedicava-se ao cálculo diferencial e integral, com aplicações em física e astronomia.  
O livro foi amplamente elogiado pela  Academia de Ciências de Paris e usado como referência em universidades europeias, incluindo Cambridge e Bologna. 

#### Bruxa de Agnesi

Animação da curva de Agnesi em que: f(t) = (2·sin(t)/(1+cos(t)), 1+cos(t)), sendo t entre -π e π.

O Instituzioni analitiche ... , entre outras coisas, discutiu uma curva anteriormente estudada e construída por Pierre de Fermat e Guido Grandi. Grandi chamou a curva de versoria em latim e sugeriu o termo versiera para o italiano, possivelmente como um trocadilho: 'versoria' é um termo náutico, "folha", enquanto versiera / aversiera é "diabo", "bruxa", do latim Adversarius, um pseudônimo de "diabo" (Adversário de Deus). Por qualquer motivo, depois de traduções e publicações do analitiche Instituzioni ...a curva ficou conhecida como "Bruxa de Agnesi".A curva tem aplicações em estatística (distribuição de probabilidade) e óptica.  
Ela pode ser descrita pela seguinte equação: y = \frac{a^3}{x^2 + a^2}

#### Trabalhos em equações diferenciais
Agnesi também estudou equações diferenciais ordinárias, antecipando métodos que seriam formalizados no século XIX. Seus manuscritos inéditos contêm soluções para problemas de dinâmica de fluidos, infelizmente perdidos após sua morte.  

### Outros trabalhos
Agnesi também escreveu um comentário sobre o Traité analytique des section coniques du marquis de l'Hôpital que, embora muito elogiado por aqueles que o viram no manuscrito, nunca foi publicado.

## Reconhecimento acadêmico e controvérsias
Em 1750, o Papa Bento XIV nomeou Agnesi professora honorária de matemática na Universidade de Bologna, tornando-a tecnicamente a primeira mulher a ocupar tal posição. No entanto, não há registros de que ela tenha ministrado aulas, e alguns historiadores argumentam que o título foi mais simbólico do que efetivo.  
Comparativamente, Laura Bassi (1711–1778), outra cientista italiana, foi a primeira mulher a lecionar oficialmente em uma universidade europeia (também em Bologna).  

## Últimos anos e filantropia
Após a morte do pai em 1752, Agnesi abandonou a matemática e dedicou-se inteiramente à teologia e a obras de caridade. Entre suas atividades:  
- Dirigiu um asilo para idosos em Milão.  
- Estudou teologia patrística e escreveu comentários sobre os Padres da Igreja.  
- Trabalhou como enfermeira durante a epidemia de varíola de 1763.
Faleceu em 9 de janeiro de 1799, em Milão, em meio à ocupação napoleônica da Itália.  

## Legado e homenagens
- Cratera Agnesi na Lua (nomeada em 1935).  
- Asteroide 16765 Agnesi (descoberto em 1996).  
- Google Doodle em seu 300º aniversário (2018).  
- Selos postais e moedas comemorativas na Itália (século XX).

## Obras principais
1. Proposizioni Filosofiche (1738) – Compilação de debates científicos.  
2. Instituzioni Analitiche (1748) – Tratado de cálculo.  
3. Commentario sopra la teoria delle equazioni (inédito, perdido).